# T-Mobile G1
De T-Mobile G1 (bekend als de HTC Dream in de ontwikkeling) is een internet-smartphone met software ontwikkeld door Google en hardware ontworpen door High Tech Computer Corporation in Taiwan. De G1 was de eerste telefoon op de markt die gebruik maakte van het mobiel Android-platform.
De telefoon maakt deel uit van een open standaard vastgelegd door de Open Handset Alliance.
De telefoon werd uitgebracht in de VS op 22 oktober 2008, en in het Verenigd Koninkrijk op 30 oktober 2008, en is begin februari 2009 uitgebracht in Nederland, België, Duitsland en Tsjechië.
In de VS begon de prijs bij $ 179 voor nieuwe en bestaande T-Mobile-klanten indien gekocht samen met een tweejarig T-Mobile spraak-en-data-plan, en $ 399 zonder een contract. De G1 wordt geleverd in zwart, brons en wit.

## Hardware
Het tft-lcd-touchscreen heeft een schermdiagonaal van 3,2 inch (8,1 cm). De resolutie bedraagt 480 x 320 pixels (HVGA).
De T-Mobile G1 bevat een dualcore-processor van Qualcomm. De chipset bevat tal van ingebouwde functies zoals 3G en een GPU die in staat is om tot 4 miljoen driehoeken per seconde te renderen.

### Toetsenbord
De G1 heeft een uitschuifbare volledige rij 5 qwertytoetsenbord. Tevens wordt het toestel geleverd met een set van 6 navigatieknoppen:
- (groen, zwart in het Verenigd Koninkrijk) - maken van uitgaande oproepen, ontvangen oproepen, of open de dialer.
- home (zwart) - toont homescherm met snelkoppelingpictogrammen voor sommige toepassingen en een lade met daarin alle applicaties op de telefoon.
- trackball - navigeren tussen items op het scherm.
- terug (zwart) - terugkeren naar het vorige scherm.
- telefoon (rood, zwart in het Verenigd Koninkrijk) - einde actieve oproep of telefoon in de slaapstand.
- menu (zwart) - het contextuele menu voor het huidige scherm.
- een touchscreentoetsenbord is gepland voor het eerste kwartaal van 2009.[bron?]

Er is ook een combinatie van volumeknoppen aan de linkerkant van de telefoon en een camera-knop aan de rechterkant.

### Audio
In plaats van een hoofdtelefoonaansluiting (zoals vele HTC-smartphones) heeft de G1 een mini-USB-compatibele extUSB-aansluiting.

### Camera
De G1 heeft 3,2 megapixel-camera met autofocusfunctionaliteit. De G1 ondersteunt het afspelen van 3GPP-, MPEG4 (H.264)- en 3GP-bestanden. Ook streaming wordt ondersteund. Er is geen flits aanwezig.

### Opslag
De G1 heeft een microSD-kaartsleuf en wordt geleverd met een 1GB-geheugenkaart (8 GB in het Verenigd Koninkrijk). Het apparaat werkt ook met een 16GB-kaart; dit is tevens de limiet.

### Batterij
De G1 heeft een door de gebruiker vervangbare, oplaadbare batterij. Deze kan tot 5 uur meegaan indien ermee gebeld wordt, en 130 uur bij een stand-bystand.

### Gps
De G1 heeft een gps-ontvanger voor nauwkeurige positionering.